# تاج الملوك أبو سعيد بوري
تاج الملوك أبو سعيد بوري بن أيوب بن شاذي بن مروان الملقب مجد الدين (556 هـ- 579 هـ) وهو أخو السلطان صلاح الدين، وبوري: وهو لفظ تركي معناه بالعربية ذئب.
ولد عام 556 هـ. وكان أصغر أولاد أبيه، وكانت فيه فضيلة، وله ديوان شعر.  توفي عام 579 هـ في مدينة حلب من جراحة أصابته لما حاصرها أخوه صلاح الدين، وكانت الجراحة طعنة في ركبته. ولما جاء إلى صلاح الدين خبر وفاة أخيه قال: «ما أخذنا حلب رخيصة بقتل تاج الملوك».